# Haredisk jødedom
Haredisk jødedom eller ultraortodoks jødedom er en fløj af ortodoks jødedom, som har et fundamentalistisk syn på den religiøse tradition, og som oftest er man stærke modstandere af sekularisme og i større eller mindre grad andre sider ved det moderne vestlige samfund.
Blandt harediske jøder findes der et relativt vidt politisk spænd — for eksempel er mange harediske grupper stærkt zionistiske, mens andre grupper (som f.eks. Neturei karta) er erklærede modstandere af staten Israel. Hovedtendensen politisk set er, at Haredím sympatiserer med højresiden i generelle politiske spørgsmål.
| - Aspekter af haredisk jødedom - Haredisk familie 2014 i Tel Aviv - Harediske drenge, Polen, postkort ca. 1915 - Harediske jøder på vej til synagogen, Rehovot, Israel - Ultraortodokse jødiske mænd og børn på indkøb, Bnei Brak, 2010 - Harediske ægtepar i Jerusalem - Harediske mænd i den jødiske bebyggelse Beitar Illit - Jødisk kvinde fra "Haredi Burqa Sekte" med Boschiya - Haredisk familie i Borough Park, Brooklyn, New York |